# Kenten
Kenten is een plaats in de Duitse gemeente Bergheim, deelstaat Noordrijn-Westfalen, en telt 6.992 inwoners (31 maart 2021).
Kenten ligt direct ten zuid-zuidoosten van Bergheim-stad en vormt daarmee feitelijk één geheel, want de bebouwing van beide plaatsen gaat naadloos in elkaar over. Evenals door Bergheim-stad, stroomt de rivier Erft door Kenten. Door het noordoosten van de plaats loopt de Bundesstraße 55 en langs de zuidwestelijke rand de Autobahn A61 (met afrit 19 Bergheim-Süd).
Kenten werd voor het eerst in een document vermeld in het jaar 1115. In 1938 werden Kenten en de stad Bergheim samengevoegd.
Sedert 1913 is aan de zuidoostkant van Kenten de chemische industrie Martinswerk gevestigd. Het bedrijf, dat sedert 2016 eigendom van een Amerikaans concern (Huber Corp.) is, heeft op de plaats Kenten een sterk stempel gedrukt, zo had het bedrijf tot circa 1973 een eigen bedrijfsspoorlijn met station en emplacement. De onderneming produceert speciale materialen op basis van aluminiumhydroxide voor industrieën in uiteenlopende branches en in vele landen ter wereld. Anno 2018 had het bedrijf circa 500 werknemers.

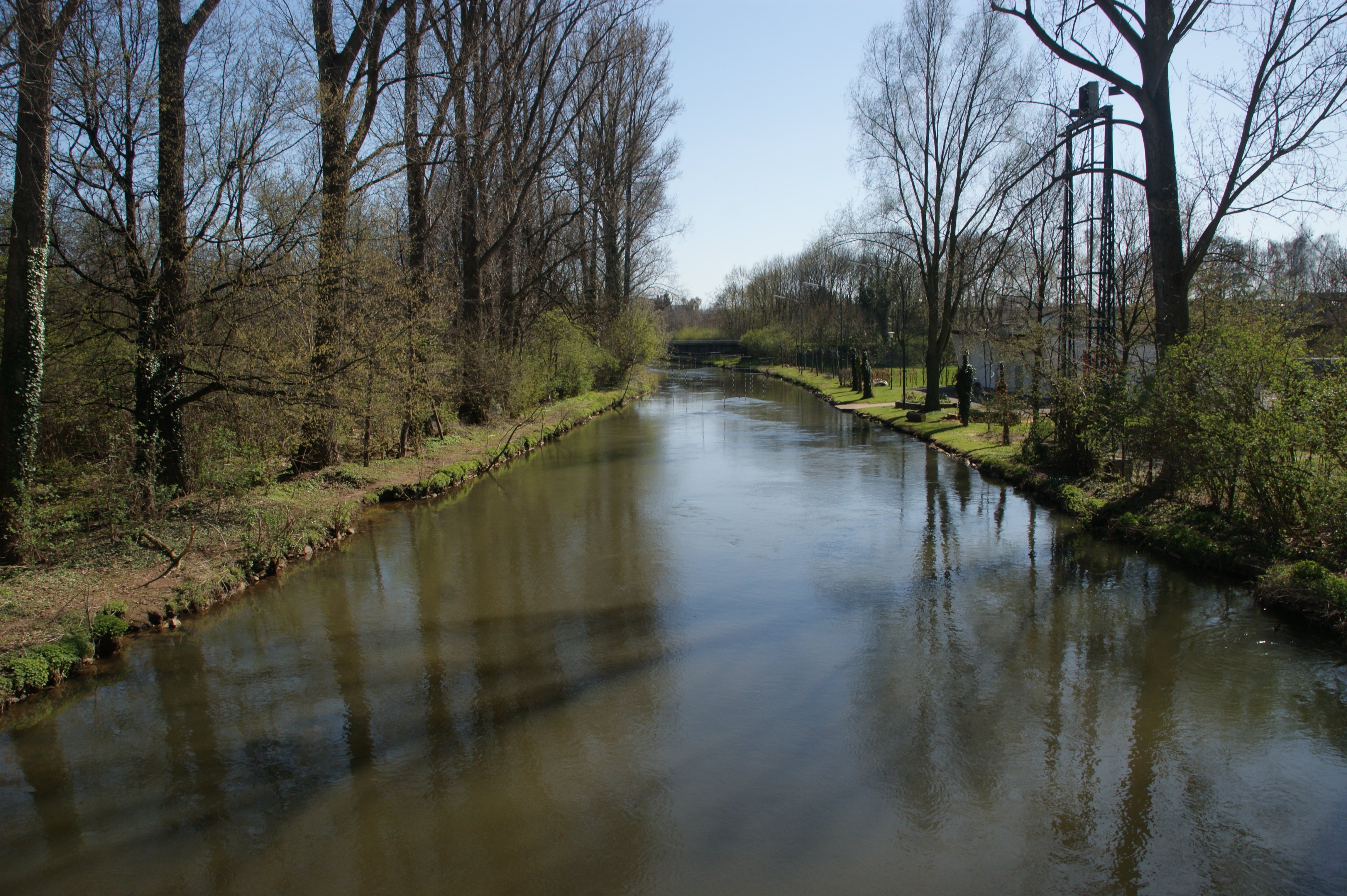
De rivier Erft